# Real Sociedad Deportiva Hípica de La Coruña
Real Sociedad Deportiva Hípica de La Coruña (kurz: RSD  Hípica de La Coruña) ist ein spanischer Sportverein aus A Coruña (ehemals: La Coruña).

## Geschichte
Der Verein wurde im Jahr 1957 als Reitsportverein Sociedad Deportiva Hípica de La Coruña gegründet. Anlässlich des 50. Jubiläums bekam er vom spanischen Königshaus den Titel "Real" (königlich) verliehen und heißt seitdem Real Sociedad Deportiva Hípica de La Coruña.
Im Verein werden außer Reitsport auch andere Sportarten betrieben.
Die Frauen-Handballmannschaft gewann im Jahr 1962 die spanische Meisterschaft in der Primera División.